# Unhide
unhide est un outil d'investigation sous GNU/Linux et Windows, dont le rôle est de détecter les process et les flux TCP/UDP cachés (notamment par les rootkits). La package comprend deux utilitaires : unhide et unhide-tcp.

## unhide
unhide sert à retrouver les processus dissimulés. Il utilise trois techniques différentes :
- Comparaison des sorties de /proc et de /bin/ps ;
- Comparaison des informations issues de /bin/ps avec ce qui a été collecté depuis les appels systèmes (syscall scanning) ;
- Scan complet des ID de processus (PIDs bruteforcing), ce qui n'est possible que sur les noyaux Linux supérieurs à 2.6.

## unhide-tcp
unhide-tcp sert à identifier les ports TCP ou UDP qui sont en écoute mais qui ne sont pas visibles par la commande /bin/netstat. La technique employée est également celle de la force brute (passage en revue de toutes les valeurs possibles).

## Logiciel faisant usage de Unhide
- rkhunter (Rookit Hunter)[1]